# Beautiful Song
Beautiful Song är en musiksingel från den lettiska sångerskan Anmary och som representerade Lettland i Eurovision Song Contest 2012. Musiken är komponerad av Ivars Makstnieks medan texten är skriven av Rolands Ūdris. Den 18 februari 2012 vann låten Lettlands nationella uttagningsfinal Eirodziesma 2012 som bestod av totalt 10 bidrag. Den officiella musikvideon hade premiär den 16 mars. Låten framfördes i den första semifinalen den 22 maj. Bidragets startnummer var 4. Det tog sig inte vidare till finalen.

## Versioner
1. "Beautiful Song" – 2:59[6]
2. "Beautiful Song" (Karaokeversion) – 3:00[7]